# Bulbophyllum heldiorum
Bulbophyllum heldiorum är en orkidéart som beskrevs av Jaap J. Vermeulen. Bulbophyllum heldiorum ingår i släktet Bulbophyllum och familjen orkidéer. Inga underarter finns listade i Catalogue of Life.